# Deutscher Lourdes Verein
Der Deutsche Lourdes-Verein e. V. ist eine römisch-katholische Organisation, deren Ziele in der Stärkung von Beziehungen zwischen Christen in Deutschland und zu den Marienerscheinungen und Wallfahrt in Lourdes liegen.
Der Verein wurde 1880 in Köln gegründet. Eine offizielle kirchliche Anerkennung als Diözesanpilgerstelle erfolgte 1907. Ziel ist es nach der Satzung aus dem Jahre 1908 insbesondere Kranken und behinderten Menschen im Sonderzug mit Lazarettwagen eine Pilgerreise nach Lourdes zu ermöglichen.
Der Deutsche Lourdes Verein Köln ist gemeinnützig und wird von der «Die Deutsche Lourdes Stiftung» getragen.